# Karl-Heinrich-Heitfeld-Preis
Der Karl-Heinrich-Heitfeld-Preis für Angewandte Geowissenschaften ist ein Wissenschaftspreis, den die GeoUnion Alfred-Wegener-Stiftung für besondere Leistungen in dem genannten Themenbereich vergibt. 
Der Preis geht auf eine Stiftung des Namensgebers Karl-Heinrich Heitfeld im Jahr 1995 zurück, er ist (Stand 2014) mit 10.000 Euro dotiert und wird alle drei Jahre für herausragende Einzelleistungen oder auch für das herausragende Gesamtwerk eines Geowissenschaftlers – vor allem in der ersten und mittleren Lebens- und Berufsphase – vergeben. 

## Kuratorium für die Preisvergabe
Vorschläge zur Verleihung des Heitfeld-Preises können von Einzelpersonen oder Personengruppen (Institutionen, wissenschaftliche Gesellschaften) eingereicht werden. Über die Vorschläge entscheidet das Kuratorium für den Heitfeld-Preis, das die GeoUnion zu diesem Zweck eingesetzt hat und das aus fünf Mitgliedern besteht (satzungsgemäß zwei Geologen, ein Geophysiker, ein Mineraloge sowie ein Vertreter einer weiteren Disziplin der Geowissenschaften).

## Preisträger
- 1995 Fritz Reuter, Freiberg
- 1997 Franz K. Goerlich, Wachtberg
- 1999 Detlev Leythäuser, Köln
- 2002 Karl Fuchs, Karlsruhe
- 2004 Peter Grathwohl, Tübingen
- 2007 Michael Kühn, Aachen
- 2010 Maria-Theresia Schafmeister, Greifswald
- 2013 Andreas Dahmke, Kiel